# (33721) 1999 LS34
1999 LS34 (asteroide 33721) é um asteroide da cintura principal. Possui uma excentricidade de 0.19141940 e uma inclinação de 6.51819º.
Este asteroide foi descoberto no dia 12 de junho de 1999 por CSS em Catalina.